# Луциферин
Луциферините (на латински: lucifer, носещ светлина) са клас хетероциклични луминофори (луминесциращи съединения), в някои организмите, които предизвикват биолуминесценцията. Луциферините обикновено претърпяват каталитично окисление от ензим, в резултат на което се получава настабилно междинно съединение, което излъчва квант светлина и преминава в основно, невъзбудено състояние. Терминът луциферин се използва най-общо да се означат молекули, които реагират с луциферази за да излъчват светлина и за фотопротеини, които излъчват светлина, без да е необходима катализата от ензим.

## Видове
Не е известно колко точно видове луциферини има, но някои от по-добре изследваните съединения са изброени по-долу. Има много видове луциферини, но всички споделят използването на реактивни форми на кислорода (ROS) за да излъчват светлина.

### Светулки
Луциферин от светулка се открива в много представители на Lampyridae. Той е субстрат на ензима луцифераза (ЕС 1.13.12.7) отговорен за характерната жълта светлина излъчвана от светулки. Химизмаът на процеса е необичайен, тъй като е установено, че се изисква АТФ за излъчване на светлината.

### Охлюви
Латиа луциферин, по IUPAC (Е)-2-метил-4-(2,6,6-триметил-1-циклохекс-1-ил)-1-бутен-1-ол формат е луциферинът от сладководния охлюв Latia neritoides.

### Бактерии
Бактериалният луциферин се открива в някои бактерии, които живеят в специализирани тъкани на някои видове калмари и риби. Той е изграден от дълговерижен алдехид и редуциран рибофлавин фосфат.

### Цьолентеразин
Цьолентеразин се открива в представители на радиоларии, гребенести, мешести, калмари, ракообразни, четинкочелюстни, риби и скариди. Цьолентеразин е простерична група в протеина екварин, отговорен за излъчването на синя светлина.

### Динофлагелати
Производен на хлорофил луциферин се открива в динофлагелати, които често са отговорни за феномена на светещия (фосфоресциращ) океан. Много подобен тип луциферин се открива в някои видове крил.

### Варгулин
Варгулинът се открива в някои мидени рачета (Ostracoda) и дълбоководни риби, в частност род Poricthys. Подобно на съединението цьолентеразин, то е имидазопиразинон и излъчва предимно синя светлина.